# Кошкин, Алексей Иванович
Алексе́й Ива́нович Ко́шкин (20 сентября 1920, Брынчаги, Ярославская губерния — 30 ноября 1942, Краснодарский край) — участник Великой Отечественной войны, командир взвода автоматчиков 1-го ударного отряда особого назначения Туапсинского оборонительного района 18-й армии Закавказского фронта, лейтенант. Герой Советского Союза (посмертно). Погиб в бою.

## Биография
Родился в крестьянской семье 20 сентября 1920 года в деревне Брынчаги (ныне — Переславский район Ярославской области). После семи лет школы устроился на работу в МТС, где получил специальность тракториста.
В ряды Красной Армии призван незадолго до начала Великой Отечественной войны — в 1940 году. Окончил Сумское военное пехотное училище в 1942 году, получив лейтенантское звание. Участник войны с июня 1942 года, принимал участие в боях на Закавказском фронте в составе 1-го ударного отряда особого назначения Туапсинского оборонительного района. 23 октября 1942 года взвод автоматчиков, которым командовал Кошкин, переброшен для усиления позиций советских сил в районе горы Семашхо — в 25 километрах от Туапсе.
В ночь с 29 на 30 ноября взводу Алексея Ивановича предстояло выбить войска противника, пробивающиеся к Туапсе, из седловины между горами Семашхо и Два брата. Силы неприятеля превосходили взвод в три раза, однако автоматчики Кошкина выполнили полученное задание. С рассветом началась контратака противника под прикрытием бомбардировщиков. Алексей Кошкин получил осколочные ранения обеих ног, но продолжил командовать боем и вести огонь. В ходе тяжёлого боя лейтенант оказался отрезанным от своих, и, когда солдаты противника окружили раненого Кошкина, он, чтобы не сдаваться в плен, подорвал себя противотанковой гранатой, убив, кроме себя самого, 6 немецких солдат, в том числе, 3 офицеров. После гибели командира взвод сумел уничтожить неприятельскую роту и закрепиться на седловине.
Указом Президиума Верховного Совета СССР «О присвоении звания Героя Советского Союза начальствующему и рядовому составу Красной Армии» от 31 марта 1943 года за «образцовое выполнение боевых заданий командования на фронте борьбы с немецкими захватчиками и проявленные при этом отвагу и геройство» удостоен звания Героя Советского Союза.
Похоронен недалеко от места гибели — на склоне горы Семашхо.

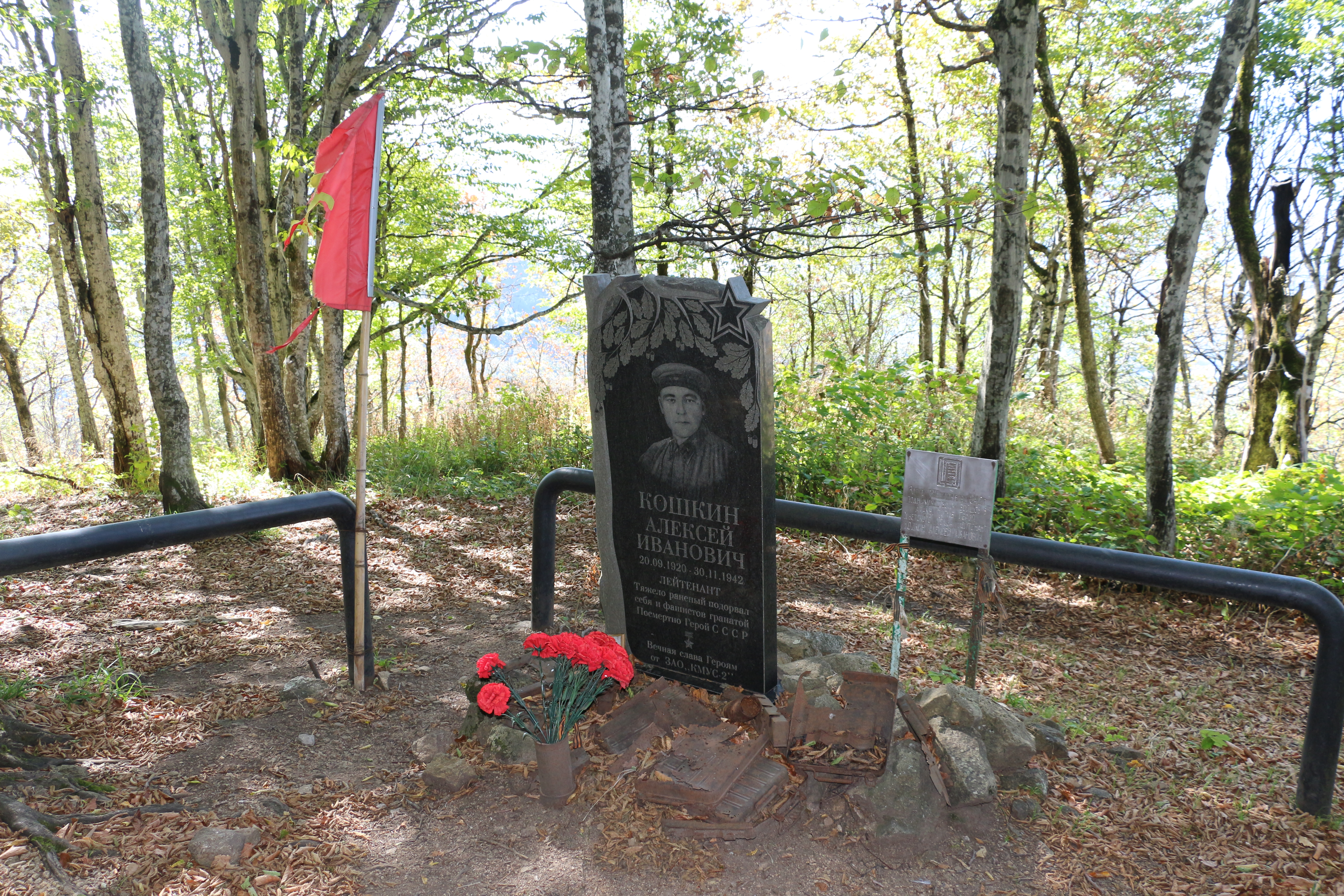
Памятник на могиле

## Память
- В его честь была названа улица в Туапсе[2]. Кроме того, в Туапсе была установлена мемориальная доска[3]. Именем Героя Советского Союза Алексея Ивановича Кошкина назван Патриотический центр Туапсинского района, созданный при управлении по работе с молодёжью администрации муниципального образования Туапсинский район, занимающийся вопросами патриотического и духовно-нравственного воспитания молодёжи Туапсинского района.
- Бюсты Героя Советского Союза А. И. Кошкина установлены в селе Рахманово[4], деревне Брынчаги Ярославской области Переславского района.